# Skup (powiat Gołdapski)
Skup (Duits: Hohenbrück) is een plaats in het Poolse woiwodschap Ermland-Mazurië, in het district Gołdapski. De plaats maakt deel uit van de stad- en landgemeente Gołdap.